# 1716
1716 (MDCCXVI) var ett skottår som började en onsdag i den gregorianska kalendern och ett skottår som började en söndag i den julianska kalendern.

## Händelser

### Februari
- Februari – Karl XII insätter Georg Heinrich von Görtz som styresman över rikets inre förvaltning.
- 25 februari–19 april – Karl XII:s första anfall mot Norge genomförs. Man erövrar Kristiania, men i övrigt inte mycket.

### April
- 8 april – Wismar, Sveriges sista besittning i Tyskland, kapitulerar.

### Maj
- 29 maj – Fältherren Carl Piper dör i rysk fångenskap.

### September
- 6 september – Karl XII tar sitt högkvarter i Lund, för att inte komma för långt från sina fiender på kontinenten.
- September – Tsar Peter den store anländer till Köpenhamn. En rysk-dansk landstigning i Skåne planeras i samma månad.

### Okänt datum
- Görtz förhandlar om fred i Nederländerna och Frankrike.
- En schism uppstår i den svenska tronföljdsfrågan: Görtz verkar för att den avsatte hertigen av Holstein skall efterträda Karl XII, medan en annan krets förespråkar kungens syster, Ulrika Eleonora.
- En skrift med titeln Les Anecdotes de Suède (Historier från Sverige) utges. Den anonyme författaren skildrar den politiske historien under Karl XI. Kungen prisas för införandet av enväldet, medan kungens gunstling Johan Göransson Gyllenstierna anklagas för att ha velat återinföra valkungadömet, som en svensk Oliver Cromwell.
- Karl XII:s egenhändigt instiftade skatteverk, kontributionsränteriet, börjar trycka upp räntelösa statsobligationer med sedelfunktion. Man präglar också nödmynt av koppar. Den ekonomiska politiken under Karl XII:s sista år har starka drag av statskontroll och planhushållning.
- Erik Dahlberghs byggnadshistoriska verk Suecia antiqua et hodierna med 350 kopparstick ges ut.
- Den svenska fästningen Kajaneborg sprängs.
- Christopher Polhem och Emanuel Swedenborg grundar Sveriges första vetenskapliga tidskrift, Daedalus hyperboreus (Den nordlige Daidalos).
- Staden Omsk i Sibirien grundas.

## Födda
- 30 januari – Carl Fredrik Adelcrantz, svensk friherre och arkitekt.
- 6 mars – Pehr Kalm, svensk, Carl von Linnés lärjunge, professor.
- 26 april eller 24 juni – Sara Elisabeth Moraea, gift med Carl von Linné.
- 17 juli – Joseph Marie Vien, fransk målare.
- 5 augusti – Ulrik Scheffer, svensk greve, generallöjtnant, ambassadör och riksråd samt kanslipresident 1772–1783.
- 26 december – Thomas Gray, brittisk poet.

## Avlidna
- 24 februari – James Radclyffe, 3:e earl av Derwentwater och William Gordon, 6:e viscount Kenmure, engelska jakobiter (avrättade).[1]
- 29 februari – Jacob Reenstierna den yngre, svenskt kungligt råd, ämbetsman.
- 29 maj – Carl Piper, svensk greve.
- 2 november – Engelbert Kaempfer, tysk läkare och forskningsresande.
- 14 november – Gottfried Wilhelm von Leibniz, tysk filosof och matematiker.
- Jakob Fredrik Below, svensk läkare.
- Zaydana, inflytelserik hustru till sultanen av Marocko

### Fotnoter
1. ↑  ”"1716." The People's Chronology. Ed. Jason M. Everett. Thomson Gale, 2006. eNotes.com. 2006.”. Arkiverad från originalet den 30 september 2007. https://web.archive.org/web/20070930035159/http://history.enotes.com/peoples-chronology/year-1716/political-events. Läst 26 maj 2007.